# 볼 터미널

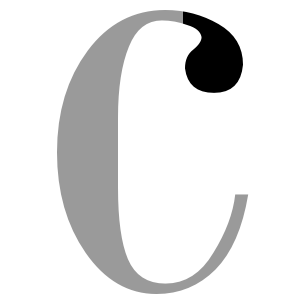
보도니(Bodoni) 서체에서 보여지는 볼 단자의 예

볼 터미널(Ball terminal)은 서체 또는 자체(Glyph)의 디자인 특징으로, 획의 끝은 각이 진 세리프 또는 정사각형 끝과 대조적으로 대략 원형을 취하고 있다.

## 같이 보기
- 디돈

## 참고
- "Ball terminal" at ParaType